# Miloslav Soldát
Miloslav Soldát (* 28. září 1957) je český podnikatel, bývalý československý politik, po sametové revoluci poslanec Sněmovny lidu a Sněmovny národů Federálního shromáždění za Občanské fórum, později za Občanskou demokratickou stranu.

## Biografie
Profesně je k roku 1990 uváděn jako samostatný technolog podniku CHZ ČSSP Litvínov, bytem Litvínov.
V lednu 1990 zasedl v rámci procesu kooptací do Federálního shromáždění po sametové revoluci do Sněmovny lidu (volební obvod č. 63 – Most-jih, Severočeský kraj) jako bezpartijní poslanec, respektive poslanec za Občanské fórum. Mandát obhájil ve volbách roku 1990 za OF. Po rozpadu Občanského fóra přešel do parlamentního klubu Občanské demokratické strany. Ve volbách roku 1992 přešel do české části Sněmovny národů jako poslanec ODS. Ve Federálním shromáždění setrval do zániku Československa v prosinci 1992.
V komunálních volbách roku 1998 neúspěšně kandidoval do zastupitelstva města Litvínov za ODS. Kandidoval opětovně ve volbách roku 2002 (profesně uváděn jako prokurista firmy a podnikatel) a ani tehdy nebyl zvolen.
K roku 2008 se zmiňuje jako obchodní partner podnikatele Tomáše Nebeského.